# 狩野浩志
狩野 浩志（かのう ひろし、1960年8月23日 - ）は日本の政治家。群馬県議会議員（6期）。過去には、第93代群馬県議会議長、群馬県議会副議長、前橋市議（2期）、自由民主党群馬県連幹事長などを務めた。

## 経歴
1960年8月23日に前橋市に生まれる。1973年3月、前橋市立城東小学校卒業。1976年3月、前橋市立第四中学校卒業。1979年3月、群馬県立前橋南高等学校卒業。1980年、山崎学園卒業。1983年1月、山本富雄の秘書となる。1995年8月、息子の山本一太の公設秘書となる。
1997年2月16日の前橋市議会議員に無所属で立候補して初当選を果たし、2期務める。
2002年7月28日、群馬県議会議員選挙に前橋市選挙区（定数8）から立候補する意向を表明した。そして、2003年2月28日に市議を辞職した。4月13日、自由民主党公認で立候補して候補者10人中得票数6位で初当選を果たし、現在まで6期務める。
県議会では、2014年5月26日から2015年5月11日まで群馬県議会副議長を、2019年5月15日から2020年5月22日まで第93代群馬県議会議長を務めた。また、議会運営委員長も務めた。
自民党群馬県連では、2017年5月15日から群馬県連の幹事長を務めた。2019年5月7日からは、狩野に代わり星名建市県議が県連幹事長を務めた。

## 人物
- 趣味は野球、ゴルフ、読書[4][17]。